# Vindeln
Vindeln es un municipio de Suecia. La sede del gobierno local está en el pueblo homónimo, con una población de 2500 habitantes. Se encuentra en la provincia de Västerbotten. Otras ciudades importantes son: Hällnäs, Tvärålund, Åmsele y Granö.

## Galería

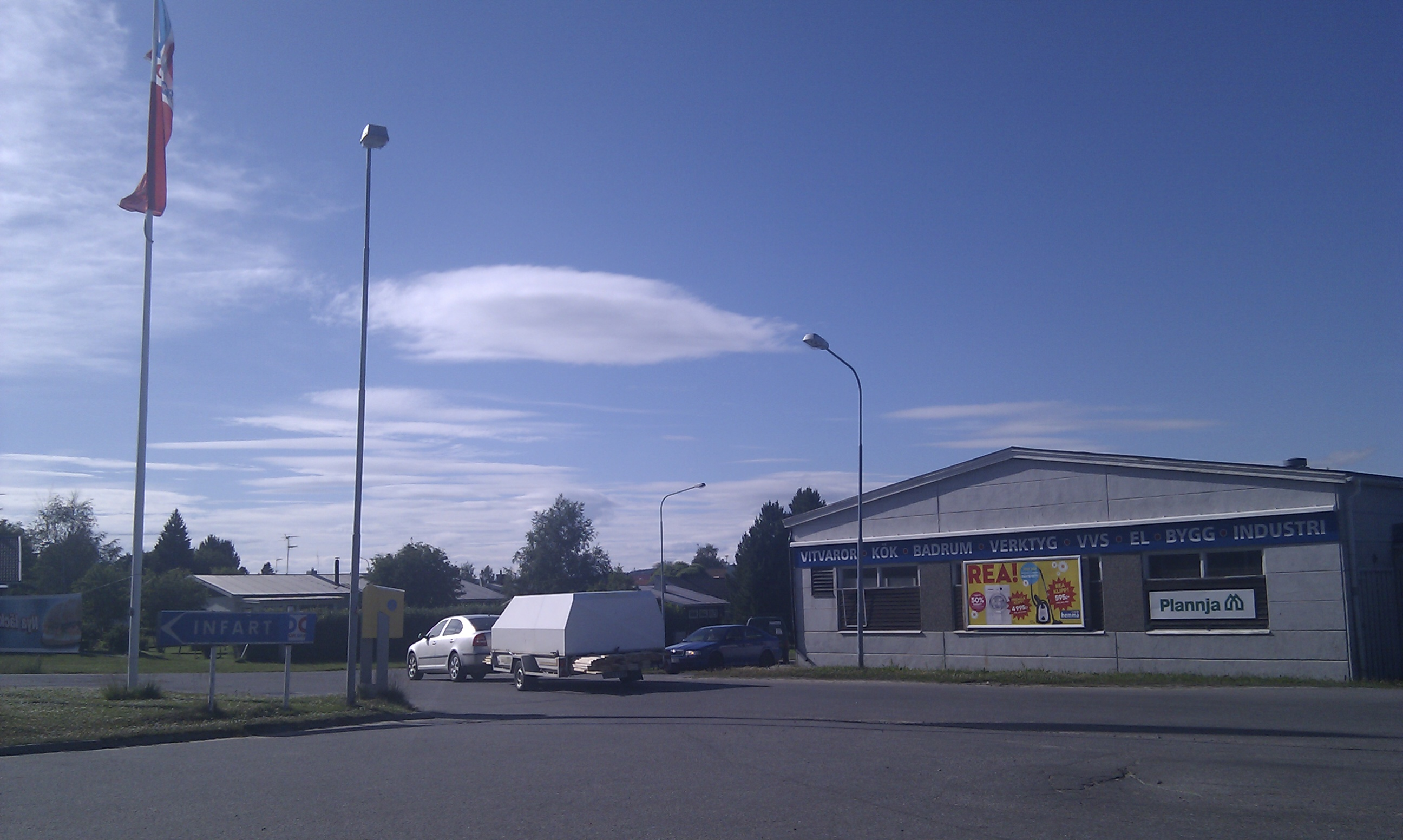
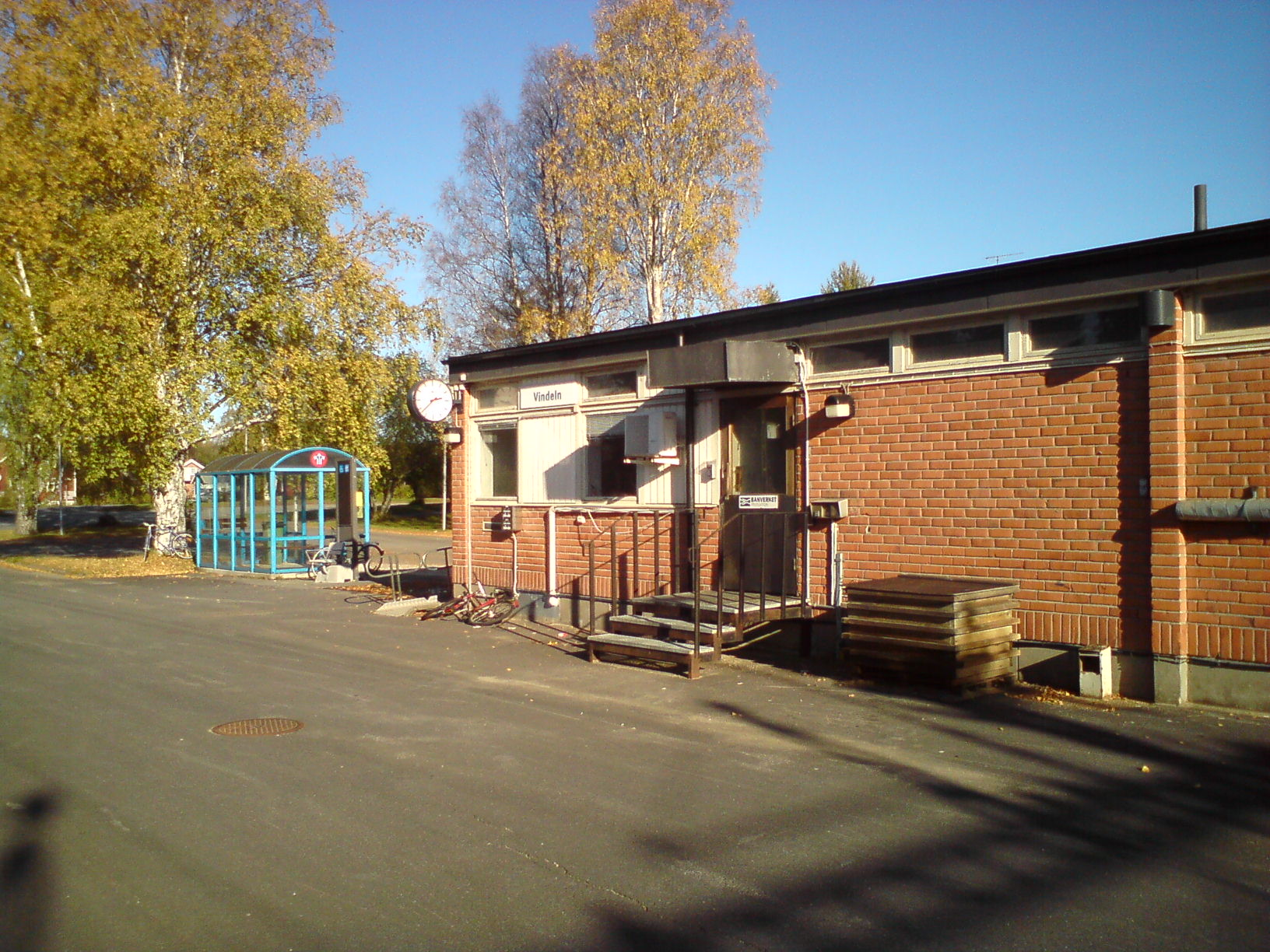
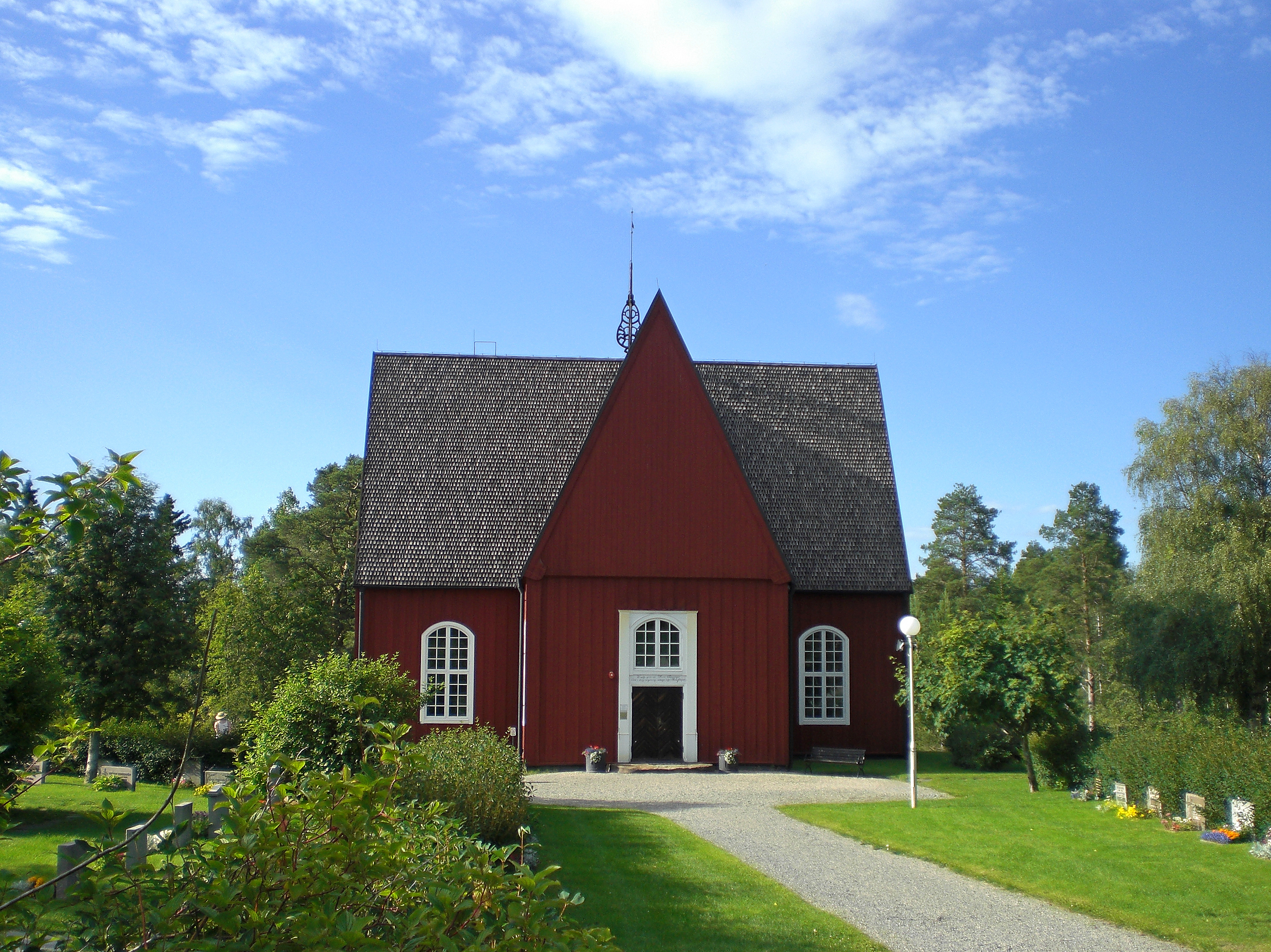
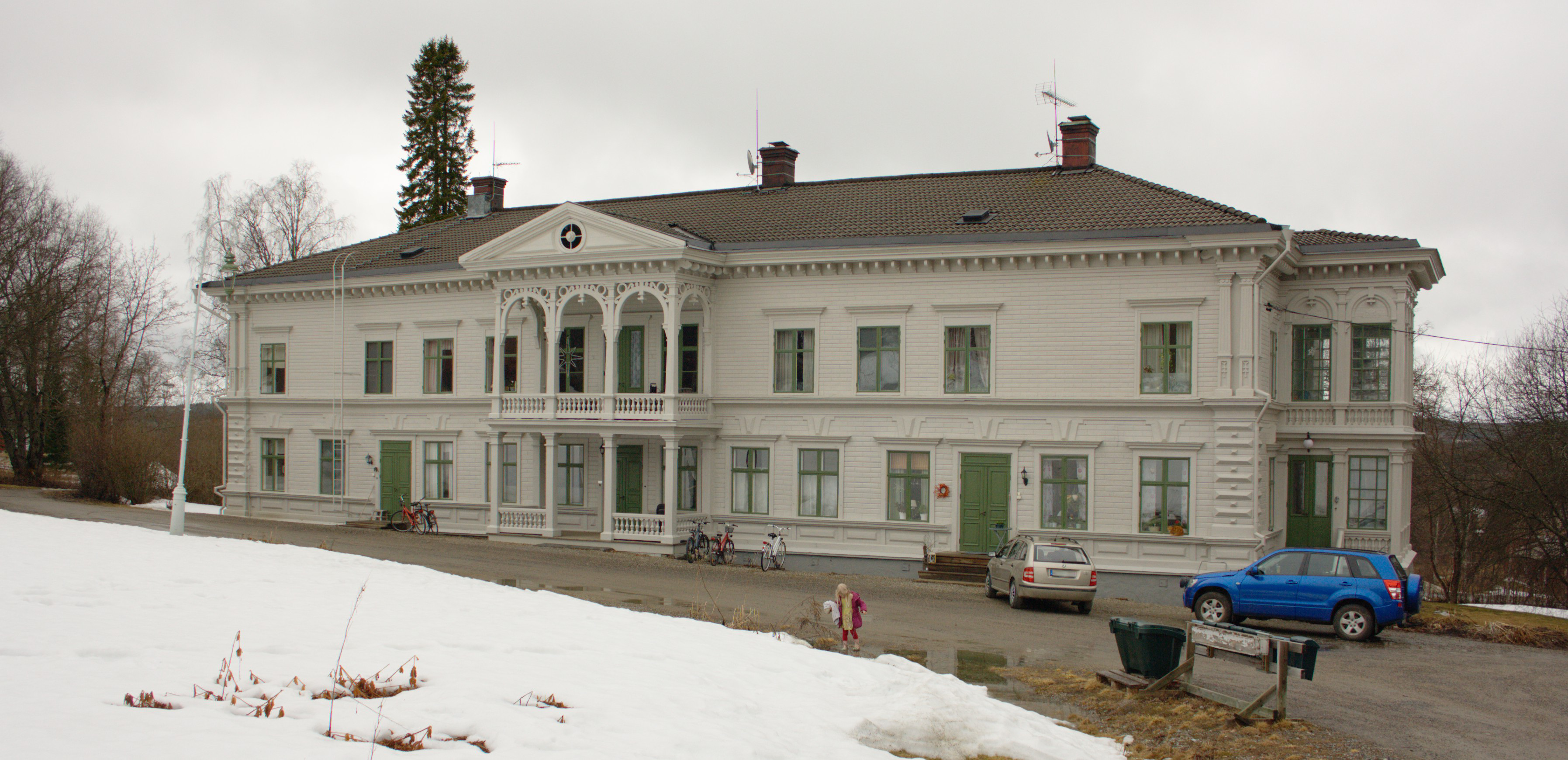
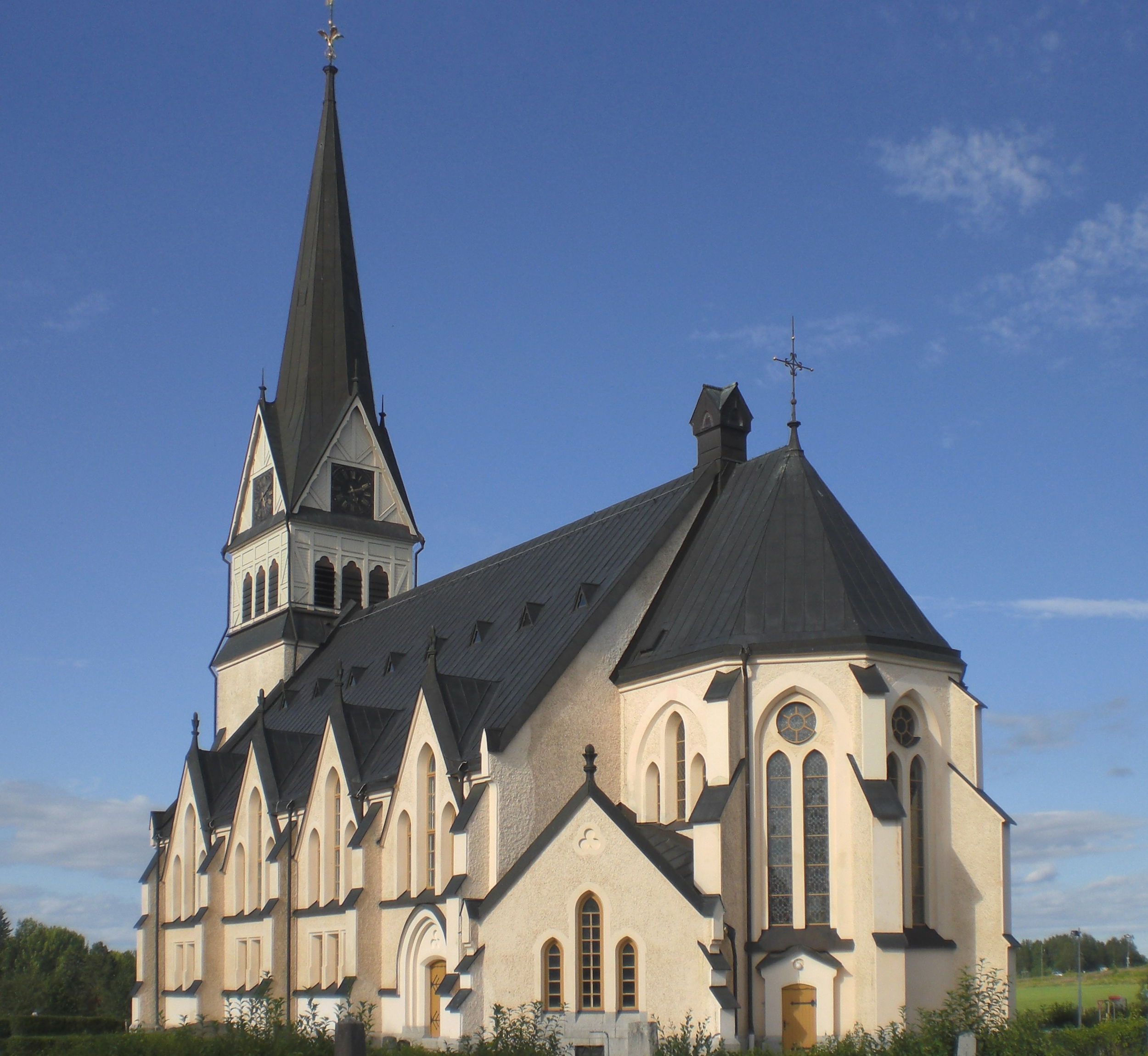